# Benito Floro Sanz
Benito Floro Sanz (Gijón, 2 de juny de 1952) és un entrenador de futbol asturià. Ha dirigit diversos equips del País Valencià, així com la selecció valenciana, destacant la seva etapa a l'Albacete Balompié i el Reial Madrid CF.

## Trajectòria
Va jugar com a futbolista a equips de categoria regional com el Manzanares de Ciudad Real o el Silla CF, CD Benifaió, CD Alacuás i Alzira del País Valencià, retirant-se als vint-i-sis anys per problemes de vertigen. Va entrenar a categoria preferent al Silla CF, Torrent CF i CE Dénia, abans de recalar al CF Gandia de Tercera divisió.
Va dirigir només una temporada el CF Gandia, l'Alzira (amb el qual aconseguí el campionat de Tercera Divisió), l'Ontinyent CF, l'Olímpic de Xàtiva (a Segona B) i el Vila-real CF (també a Segona B). A la temporada 1989-1990 va arribar a l'Albacete Balompié, amb el qual aconseguí en anys consecutius el campionat de Segona B, el de Segona i la setena plaça a Primera divisió.
Els seus èxits esportius li van permetre fitxar pel Reial Madrid CF de Ramón Mendoza, on va guanyar una Copa del Rei i va aconseguir un subcampionat de lliga. Va ser destituït a la jornada 27 de la temporada 1993-1994 després d'una derrota al camp del UE Lleida. A la temporada següent tornà a l'Albacete, aconseguint la permanència a primera divisió, sent destituït a la jornada 30 de la temporada 1995-96.
Va dirigir durant 34 partits al Sporting de Gijón i el Vissel Kobe japonès, arribant l'any 2000 al CF Monterrey de Mèxic. Amb el conjunt mexicà va assolir la classificació per a les eliminatòries al títol per primer cop en la història de l'equip.
A la temporada 2002-03 va tornar al Vila-real CF, on ja havia entrenat catorze anys abans a Segona B. Amb l'equip groguet va guanyar la Copa Intertoto, accedint a la Copa de la UEFA. Va dimitir el 2004 pel baix rendiment dels jugadors i la seva manca d'implicació, deixant l'equip a dos punts de la Lliga de Campions i als quarts de final de la UEFA.
L'any 2005 va ser nomenat director esportiu del Reial Madrid, on només va estar uns mesos fins a la dimissió de Florentino Pérez.
A inicis de 2009 va fitxar pel Barcelona Sporting Club de Guayaquil, rescindint el seu contracte als pocs mesos a causa de la mala planificació i els mals resultats de l'equip equatorià.
L'entrenador asturià va esdevindre popular per les seves noves tècniques i la seva façana psicològica i estratègica. Ha treballat també com a comentarista esportiu per a Telecinco i ha dirigit alguns partits de la selecció valenciana.